# Theresa Kalmer

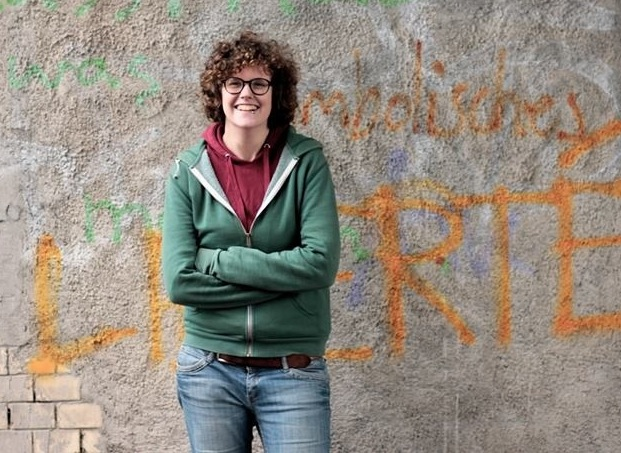
Theresa Kalmer

Theresa Kalmer (* 21. März 1991 in München) ist eine deutsche Politikerin. Sie war von 2013 bis 2015 Sprecherin der Grünen Jugend, der Jugendorganisation von Bündnis 90/Die Grünen.

## Leben
Kalmer wuchs in München und Kornwestheim auf. Sie absolvierte ihr Abitur am Friedrich-Schiller-Gymnasium in Marbach (Neckar). Sie besuchte dort die „International Fellowship Class“. Nach dem Abitur absolvierte Kalmer ein Freiwilliges Soziales Jahr.

## Politik
2007 wurde Kalmer Mitglied der Grünen Jugend. Im April 2011 wurde sie als Beisitzerin in den Bundesvorstand der Grünen Jugend gewählt. Am 2. November 2013 wurde sie auf dem 41. Bundeskongress der Grünen Jugend in Gelsenkirchen ohne Gegenkandidatin zur Sprecherin des Bundesverbandes der Grünen Jugend gewählt. Auf dem 43. Bundeskongress im Oktober 2014 in Dresden erfolgte die Wiederwahl, erneut ohne Gegenkandidatur. Kalmer ist Mitglied im BUND. Ihre Schwerpunktthemen sind Ökologie, Europapolitik und Queerpolitik.
Kalmer ist Gegnerin des Freihandelsabkommen zwischen den USA und der EU (TTIP). Auf dem Europaparteitag der Grünen im Februar 2014 forderte die Grüne Jugend die Ablehnung des Abkommens durch die Grünen. Die Grüne Jugend konnte die Stopp-Position nicht durchsetzen, erreichte aber eine Verschärfung der Positionierung.
Auf dem Bundesparteitag der Grünen im November 2014 in Hamburg kritisierte Kalmer Winfried Kretschmann wegen des Asylkompromisses. Bei der Entscheidung drei Balkanstaaten zu sicheren Herkunftsländer zu erklären seien „rote Linien“ deutlich überschritten worden. Sie bezeichnete die Entscheidung als „historischen Bruch der grünen Flüchtlingspolitik“
Die Grüne Jugend sprach sich auf ihrem 43. Bundeskongress neben humanitärer für militärische Hilfe gegen den Islamischen Staat aus. Kalmer betonte diese Forderung mehrmals und forderte Minenräumer und mehr politischen Druck auf die Türkei und Bagdad im Kampf gegen den IS.
Kalmer forderte in der Spiegelausgabe 45/2015 einen Ausschluss des regierenden Oberbürgermeisters von Tübingen, Boris Palmer, aus der Partei Die Grünen, weil dieser im Zusammenhang mit der Flüchtlingskrise Forderungen nach einer Kontingentierung von Flüchtlingen und einer europäischen Grenzsicherungstruppe geäußert hatte.